# Изумруд-Нефтяник
«Изумруд-Нефтяник» — российский футбольный клуб из Тимашёвска (Краснодарский край). Основан в 1991 году, в том сезоне занял 19-е место из 22 в 4-й зоне союзной второй низшей лиги. В 1996 году занял 10-е место из 17 во 2-й зоне третьей лиги первенства России.

## Прежние названия
- 1991—1994 — «Кубань»
- 1995—1997 — «Изумруд»

## Достижения
Первенство России среди КФК
- Победитель: 1995

Чемпионат Краснодарского края
- Победитель: 1992, 1993, 1995*
- Серебряный призёр: 1998*

Кубок Краснодарского края
- Победитель: 1993, 1994, 1995
- Финалист: 1992, 1997

Примечание. * В 1995 и 1998 годах чемпионаты Краснодарского края соответствовали зональному Первенству России среди КФК.